# Chiesa di San Rocco (Cenate Sotto)
La chiesa di San Rocco è il principale luogo di culto cattolico di San Rocco frazione di Cenate Sotto, in provincia e diocesi di Bergamo. Fa parte del vicariato di Trescore Balneario.

## Storia
Una piccola cappella dedicata a san Rocco patrono delle epidemie, fu edificata nel XVII secolo dopo la grande pestilenza del 1630 che aveva decimato la popolazione del territorio di Bergamo, posta a memoria dei tanti morti edificata in prossimità di un fossato. Nel 1732 i residenti la località chiesero all'allora vescovo di Bergamo di poter ampliare l'edificio che risulta fosse una semplice edicola. La richiesta nasceva dalla necessità dei paesani di poter partecipare alle funzioni eucaristiche senza doversi spostare nella contrada detta dei Brugaletti e andare alla chiesa parrocchiale di San Martino, che era sicuramente scomoda, in particolare per gli anziani. Gli abitanti si impegnavano a sopperire alle spese di mantenimento sia dell'oratorio che del sacerdote celebrante con una dote di quattro scudi che depositarono. La nuova costruzione fu autorizzata il 2 agosto del medesimo anno dal vescovo Pietro Priuli.

Dagli atti della visita pastorale del vescovo Giovanni Paolo Dolfin del 1781, si deduce che la chiesa era di piccole proporzioni, ma ben curata dai vicini e con la sagrestia: 
(Atto della visita pastorale del vescovo Giovanni paolo Dolfin)

Nell'Ottocento viene nuovamente descritta in un documento: 
(Giovanni Suardi 1853)
L'edificio di culto nel Novecento non rispondeva più alle esigenze degli abitanti che diventavano sempre più numerosi. Si decise per la costruzione di un nuovo edificio dopo la demolizione di quello antico nel 1922 su progetto dell'ingegnere Locatelli. Dell'antico edificio è rimasto solo la torre campanaria e gli arredi conservati nella navata. L'anno successivo fu fatta richiesta al vescovo di poter erigere il battistero nella nuova chiesa che era ancora sussidiaria di quella di Cenate Sotto, richiesta che ebbe esito favorevole. La chiesa ottenne l'autonomia a chiesa parrocchiale il 27 maggio 1958 con lo smembramento dalla parrocchiale di San Martino del vescovo Giuseppe Piazzi.
Con decreto del 27 maggio 1979 del vescovo di Bergamo Giulio Oggioni la chiesa fu inserita nel vicariato locale di Trescore Balneario.

## Descrizione

### Esterno
L'edificio di culto anticipato dal sagrato con pavimentazione in bolognini di porfido con disegno geometrico e delimitato da bassi paracarri uniti da barra di ferro, si presenta con la facciata non intonacata dalla linea settecentesca in conci di pietra e laterizio. Il fronte principale, essendo non intonacato, permette una visione delle varie fasi di costruzione e ricostruzione che si sono seguite nel tempo, ed è diviso da sei lesene che reggono la cornice che divide la facciata su due ordini. Il portale ospita nella parte superiore lo stemma vescovile e uno sfondato semicircolare. L'ordine superiore si presenta nella medesima conformazione con le sei lesene che reggono il frontone con il timpano semi-curvo e coperto da coppi. La parte centrale ha un'apertura a tutto sesto.

### Interno
L'interno a pianta rettangolare e a unica navata, è diviso in tre parti da grandi archi retti da lesene che reggono la trabeazione e il cornicione non praticabile. La zona presbiteriale è rialzata da tre gradini e termina con coro dal catino absidato.